# Guarda de Guadalupe
Guarda de Guadalupe är en ort i kommunen San José del Rincón i delstaten Mexiko i Mexiko. Samhället hade 692 invånare vid folkräkningen 2020.